# Torneo de Marruecos 2019
El Grand Prix SAR La Princesse Lalla Meryem de 2019 fue un torneo profesional de tenis femenino jugado en canchas de arcilla. Fue la decimonovena edición del torneo que formó parte de los torneos internacionales del 2019 de la WTA. Se llevó a cabo en Rabat, Marruecos entre el 29 de abril y el 4 de mayo de 2019.

## Distribución de puntos
| Modalidad           | Campeona | Finalista | Semifinales | Cuartos de final | 2.ª ronda | 1.ª ronda | Clasificadas | tercera ronda de clasificación | 2.ª ronda de clasificación | 1.ª ronda de clasificación |
| Individual femenino | 280      | 180       | 110         | 60               | 30        | 1         | 18           | 14                             | 10                         | 1                          |
| Dobles femenino     | 280      | 180       | 110         | 60               | -         | 1         | -            | -                              | -                          | -                          |

## Cabezas de serie

### Individuales femenino
| Tenista             | Ranking | Preclasificada |
| Elise Mertens       | 18      | 1              |
| Su-Wei Hsieh        | 24      | 2              |
| Yulia Putintseva    | 38      | 3              |
| Ajla Tomljanović    | 39      | 4              |
| Petra Martić        | 40      | 5              |
| Maria Sakkari       | 43      | 6              |
| Johanna Konta       | 45      | 7              |
| Alison Van Uytvanck | 51      | 8              |

- Ranking del 22 de abril de 2019.[2]

### Dobles femenino
| Tenista                           | Ranking | Preclasificada |
| María José Martínez Sara Sorribes | 97      | 1              |
| Alexandra Panova Vera Zvonareva   | 117     | 2              |
| Monique Adamczak Jessica Moore    | 119     | 3              |
| Alexa Guarachi Sabrina Santamaria | 148     | 4              |

## Campeonas

### Individual femenino
Maria Sakkari venció a  Johanna Konta por 2-6, 6-4, 6-1

### Dobles femenino
María José Martínez /  Sara Sorribes vencieron a  Georgina García Pérez /  Oksana Kalashnikova por 7-5, 6-1